# Polissoir du Petit Fontenail
Le polissoir du Petit Fontenail, dénommé aussi polissoir du Fort de Fontenailles, est un polissoir situé à Nourray  dans le département français de Loir-et-Cher.

## Historique
Le polissoir est découvert en 1879 et déplacé une première fois de quelques dizaines de mètres en 1883. Il est classé au titre des monuments historiques par la liste de 1889. En 1966, le bloc fut déplacé une seconde fois et installé près de l'église du village.

## Description
Le polissoir est constitué d'un bloc de grès lustré et de poudingue brisé en deux morceaux, d'une longueur totale de 4,30 m et 2,30 m de largeur maximale. Il comporte 19 rainures de 0,20 m à 0,93 m de longueur pour une largeur variant entre 2,50 cm et 8 cm, douze cuvettes (dont trois d'une longueur de plus de 0,30 cm) et huit plages de polissage.